# Бланденвил
Балнденвил (фр. Blandainville) насеље је и општина у централној Француској у региону Центар (регион), у департману Ер и Лоар која припада префектури Шартр.
По подацима из 2011. године у општини је живело 216 становника, а густина насељености је износила 15,79 становника/km². Општина се простире на површини од 13,68 km². Налази се на средњој надморској висини од 168 метара (максималној 173 m, а минималној 152 m).

## Демографија
| 1962. | 1968. | 1975. | 1982. | 1990. | 1999. | 2011. |
| ----- | ----- | ----- | ----- | ----- | ----- | ----- |
| 318   | 323   | 268   | 308   | 200   | 197   | 216   |

График промене броја становника у току последњих година